# 時津洋宏典
時津洋 宏典（ときつなだ ひろのり、1969年8月2日 - 2019年2月14日）は徳島県美馬市（旧美馬郡脇町）出身の元大相撲力士。本名は吉岡 宏典（よしおか ひろのり）。時津風部屋所属。最高位は東前頭4枚目（1993年7月場所）。現役時代の体格は188cm、183kg。得意手は右四つ、寄り。

## 来歴
脇町立脇町小学校（現・美馬市立脇町小学校）、脇町立脇町中学校（現・美馬市立脇町中学校）卒業。父は徳島県立穴吹高等学校の教師をしており、中学1年の時に同校レスリング部で体を鍛え、中学2年の時に体育教師に勧められた砲丸投で全国8位、中学3年の時には中学相撲で全国大会に出場し、阿波の怪童と呼ばれた。
中学校卒業と同時に時津風部屋に入門。高校進学という選択肢もあったため迷ったが、父や周囲の人物の後押しにより入門を決意した。中学時代にレスリングや砲丸投で培った筋力が後に右四つの相撲に活かされた。1985年3月場所に初土俵を踏んだ。同部屋の同期に蒼樹山がいる。入門後は共同生活や関取・兄弟子の世話に疲れたため廃業しようかとも考えていたが、中学校で大きな壮行会が開かれたため逃げ帰ることができなかった。父も心配で朝稽古を見学したり福岡国際センターで出待ちしたりしており、これも逃げるに逃げられない理由であった。
以降、着実に番付を上げて行き、1990年7月場所において西幕下15枚目で7戦全勝優勝し、翌9月場所には21歳の若さで十両に昇進した。十両で地力を付け、1992年5月場所に徳島県出身者として戦後3例目の新入幕を果たした。190cm近い長身の巨体を生かした四つ相撲で期待され、1993年7月場所には自己最高位の東前頭4枚目まで番付を上げた。11代二子山が巡業部長であったことも関係したのか、稽古では若乃花・貴乃花とばかり相撲を取っていた。
しかし、立合いの攻めの遅さや怪我に泣かされ、上位では勝ち越すことが出来ず三役に昇進することが出来なかった。それ以降は幕内下位での相撲が続き、1995年9月場所を最後に十両に陥落した。それからも幕内復帰を目指して土俵に上がったが、十両上位で勝ち越して再入幕も見えた場所も多々あったが、番付運が悪く再入幕は果たせなかった。東十両9枚目で迎えた1999年5月場所を4勝11敗と負け越し、7月場所は東幕下筆頭まで陥落した。その場所は皆勤したものの3勝4敗の成績に終わり、翌9月場所を全休したのを最後に現役を引退した。
晩年は、準年寄・時津洋として協会に残り、時津風部屋の部屋付き親方として後進の指導に当たったが、準年寄の在籍期間が任期満了となったため2001年9月23日退職した。退職後はタレント、荒汐部屋のマネジャーなどを務め、東京都中央区新川・日本橋馬喰町および日本橋小伝馬町で「相撲部屋料理 時津洋」を経営した（かつてはシンガポールや目黒区でも経営していたが閉店）。最晩年、大至の記事で千代田区大手町の「ちゃんこ料理屋 時津洋」を紹介した際には元気そうな姿を見せており、山芋のふっくら焼きや塩ちゃんこをおすすめ料理として紹介した。また伊豆で自らの農園も所有していた。
2019年2月14日午前9時12分、心不全のため、死去。49歳没。葬儀参列者によると、時津洋はちゃんこ店の経営や仕入れ方法のノウハウを後に引退して店を開いた後輩力士たち（商売敵）に惜しみなく教えていたという。師匠の14代時津風は「こんなに早く逝かなくてもいいものを…。ただ若かったけど、引退後もしっかり生きてくれた。豪放磊落な性格そのままに、相撲も真っ正面から正々堂々と取っていた。それは後の人生においても同じ。人知れず思いやりがあり温かい子でした」と弟子の人柄を偲び、入門同期の13代枝川は「コイツには負けたくない、と思える存在でした。彼がいてくれたから、今の自分がある」と目を真っ赤に腫らしていたという。

## エピソード
- 現役時代から頭髪の量が非常に豊かで、頭髪が薄かった琴稲妻などと比べられることが多かった。
- 横綱当時の貴乃花を非常に恐れており、付け人が翌日の対戦相手が貴乃花であることを知らせると「ガーン…ガガーン…」と激しく衝撃を受けていたことがNHKの大相撲中継の中で語られた。また対戦・敗北後には「ありゃ岩だね」と貴乃花の下半身の強固さに驚嘆していた。
- 一丸の漫画・おかみさんの逆波のモデルといわれている。
- 内舘牧子が『笑っていいとも』のテレフォンショッキングで「水戸泉は夫のような存在、時津洋は息子のような存在」と言った。
- 日本テレビ報道局の丸岡いずみキャスターとは同郷の幼馴染み同士で、幼少時には一緒にゴレンジャーごっこをして遊んでいた[11]。
- 死去直前の時点の相撲情勢には詳しくなかったが、当時の豊山や正代の顎が上がる相撲ぶりに関しては「見ててイライラしますよ」と苦言を呈していた[4]。

## 主な成績
- 通算成績：505勝486敗8休　勝率.510
- 幕内成績：127勝155敗3休　勝率.450
- 現役在位：88場所
- 幕内在位：19場所
- 各段優勝
  - 十両優勝：2回（1993年3月場所、1995年3月場所）
  - 幕下優勝：1回（1990年7月場所）[1]

### 場所別成績
| | 一月場所 初場所（東京） | 三月場所 春場所（大阪） | 五月場所 夏場所（東京） | 七月場所 名古屋場所（愛知） | 九月場所 秋場所（東京） | 十一月場所 九州場所（福岡） |
| --- | ----------------------- | ----------------------- | ----------------------- | --------------------------- | ----------------------- | --------------------------- |
| 1985年 （昭和60年） | x                       | （前相撲）              | 西序ノ口11枚目 4–3      | 西序二段139枚目 6–1         | 西序二段66枚目 4–3      | 東序二段45枚目 3–4          |
| 1986年 （昭和61年） | 東序二段60枚目 4–3      | 東序二段32枚目 3–4      | 東序二段52枚目 3–4      | 西序二段70枚目 4–3          | 東序二段45枚目 4–3      | 東序二段17枚目 3–4          |
| 1987年 （昭和62年） | 東序二段29枚目 6–1      | 東三段目70枚目 1–6      | 東序二段6枚目 5–2       | 西三段目77枚目 6–1          | 西三段目26枚目 4–3      | 西三段目13枚目 5–2          |
| 1988年 （昭和63年） | 西幕下56枚目 2–5        | 西三段目22枚目 4–3      | 東三段目9枚目 4–3       | 西幕下58枚目 3–4            | 東三段目13枚目 4–3      | 西幕下58枚目 6–1            |
| 1989年 （平成元年） | 東幕下30枚目 1–6        | 西幕下60枚目 5–2        | 西幕下38枚目 2–5        | 西三段目筆頭 4–3            | 西幕下46枚目 3–4        | 西三段目筆頭 3–4            |
| 1990年 （平成2年） | 東三段目15枚目 6–1      | 東幕下42枚目 6–1        | 東幕下20枚目 4–3        | 西幕下15枚目 優勝 7–0       | 東十両13枚目 8–7        | 西十両8枚目 4–11            |
| 1991年 （平成3年） | 西幕下2枚目 4–3         | 東幕下2枚目 2–5         | 西幕下13枚目 5–2        | 東幕下3枚目 4–3             | 東十両13枚目 8–7        | 西十両6枚目 8–7             |
| 1992年 （平成4年） | 東十両6枚目 8–7         | 東十両4枚目 10–5        | 東前頭14枚目 8–7        | 西前頭11枚目 8–7            | 西前頭7枚目 6–9         | 東前頭12枚目 9–6            |
| 1993年 （平成5年） | 東前頭10枚目 3–12       | 西十両2枚目 優勝 11–4   | 東前頭13枚目 10–5       | 東前頭4枚目 5–10            | 西前頭7枚目 7–8         | 西前頭10枚目 6–9            |
| 1994年 （平成6年） | 西前頭15枚目 9–6        | 東前頭11枚目 8–7        | 西前頭6枚目 5–10        | 西前頭13枚目 8–7            | 西前頭12枚目 8–7        | 西前頭5枚目 2–10–3          |
| 1995年 （平成7年） | 西前頭14枚目 7–8        | 東十両筆頭 優勝 10–5    | 東前頭13枚目 9–6        | 西前頭6枚目 3–12            | 東前頭15枚目 6–9        | 東十両2枚目 9–6             |
| 1996年 （平成8年） | 西十両筆頭 7–8          | 西十両2枚目 9–6         | 西十両筆頭 7–8          | 東十両3枚目 9–6             | 西十両筆頭 7–8          | 東十両3枚目 8–7             |
| 1997年 （平成9年） | 東十両3枚目 9–6         | 西十両筆頭 7–8          | 東十両3枚目 7–8         | 西十両4枚目 7–8             | 東十両6枚目 9–6         | 西十両2枚目 9–6             |
| 1998年 （平成10年） | 東十両筆頭 6–9          | 東十両5枚目 7–8         | 東十両7枚目 8–7         | 東十両3枚目 7–8             | 東十両4枚目 6–9         | 東十両9枚目 9–6             |
| 1999年 （平成11年） | 西十両4枚目 6–9         | 西十両7枚目 7–8         | 東十両9枚目 4–11        | 東幕下筆頭 3–4              | 西幕下4枚目 引退 0–0–5  | x                           |
| 各欄の数字は、「勝ち-負け-休場」を示す。 優勝 引退 休場 十両 幕下 三賞：敢=敢闘賞、殊=殊勲賞、技=技能賞 その他：★=金星 番付階級：幕内 - 十両 - 幕下 - 三段目 - 序二段 - 序ノ口 幕内序列：横綱 - 大関 - 関脇 - 小結 - 前頭（「#数字」は各位内の序列） |                         |                         |                         |                             |                         |                             |

### 幕内対戦成績
| 力士名   | 勝数 | 負数 | 力士名   | 勝数 | 負数 | 力士名   | 勝数 | 負数 | 力士名   | 勝数 | 負数 |
| -------- | ---- | ---- | -------- | ---- | ---- | -------- | ---- | ---- | -------- | ---- | ---- |
| 安芸乃島 | 1    | 5    | 曙       | 0    | 1    | 朝乃翔   | 0    | 2    | 朝乃若   | 0    | 2    |
| 旭豊     | 0    | 1    | 恵那櫻   | 1    | 0    | 小城錦   | 3    | 4    | 小城ノ花 | 3    | 2    |
| 春日富士 | 3    | 5    | 北勝鬨   | 3    | 7    | 旭豪山   | 1    | 0    | 旭道山   | 2    | 3    |
| 鬼雷砲   | 8    | 4    | 霧島     | 3    | 1    | 起利錦   | 2    | 2    | 久島海   | 2    | 2    |
| 剣晃     | 2    | 2    | 琴稲妻   | 5    | 5    | 琴ヶ梅   | 3    | 3    | 琴椿     | 1    | 3    |
| 琴錦     | 0    | 1    | 琴ノ若   | 3    | 3    | 琴富士   | 2    | 3    | 琴別府   | 3    | 5    |
| 小錦     | 3    | 4    | 大至     | 3    | 3    | 大翔鳳   | 2    | 4    | 大翔山   | 4    | 2    |
| 大善     | 2    | 4(1) | 貴闘力   | 1    | 7    | 貴ノ浪   | 3    | 6    | 貴乃花   | 0    | 3    |
| 隆三杉   | 4    | 6    | 大刀光   | 0    | 1    | 立洸     | 5    | 0    | 玉海力   | 1    | 1    |
| 常の山   | 2    | 0    | 寺尾     | 1    | 3    | 土佐ノ海 | 0    | 2    | 栃乃藤   | 1    | 0    |
| 栃乃和歌 | 3    | 2    | 巴富士   | 0    | 4    | 智ノ花   | 1    | 2    | 豊ノ海   | 4    | 5    |
| 浪乃花   | 3    | 3    | 花ノ国   | 1    | 0    | 濱ノ嶋   | 0    | 2    | 肥後ノ海 | 2    | 2    |
| 舞の海   | 7    | 4    | 三杉里   | 2    | 3    | 水戸泉   | 3    | 1    | 湊富士   | 4    | 2    |
| 武蔵丸   | 0    | 1    | 武双山   | 0    | 1    | 両国     | 1    | 1    | 若翔洋   | 4    | 1    |
| 若乃花   | 0    | 5    | 和歌乃山 | 3    | 1    |          |      |      |          |      |      |

## 改名歴
- 吉岡 宏典（よしおか ひろのり）1985年3月場所-1990年3月場所
- 時津洋 宏典（ときつなだ-）1990年5月場所-1999年9月場所

## 年寄変遷
- 時津洋 宏典（ときつなだ）1999年9月-2001年9月〔準年寄〕